# Partsjevitsj Plovdiv
Partsjevitsj Plovdiv (Bulgaars: ПарчевичПловдив) was een Bulgaarse voetbalclub uit Plovdiv. 

## Geschiedenis

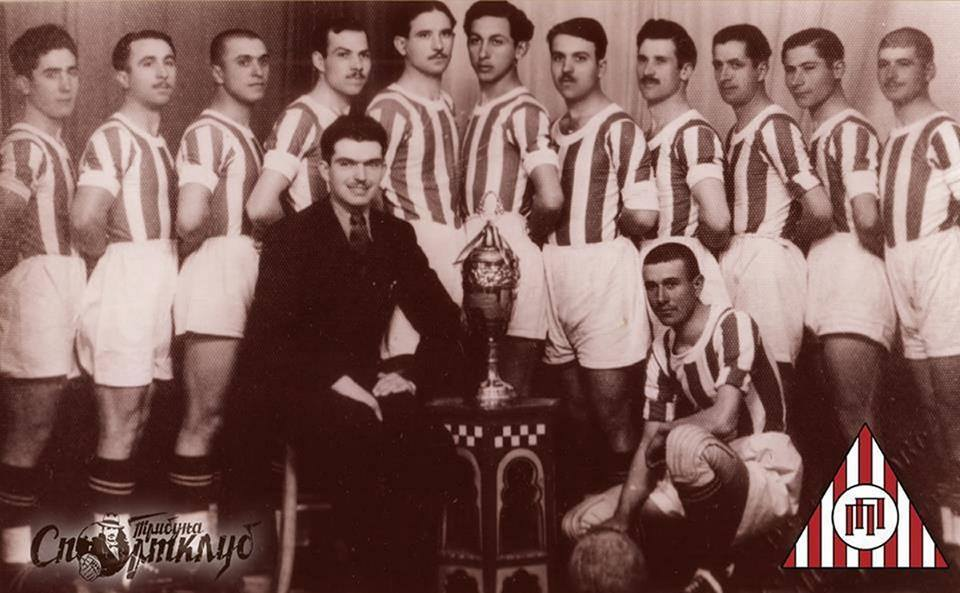
Teamfoto uit 1941

De club werd opgericht in 1923 en werd vernoemd naar de bisschop Petar Partsjevitsj. De club was naast voetbal ook actief in atletiek, wielrennen en vrouwenbasketbal. De club speelde in de lokale competitie van Plovdiv, in de schaduw van de succesvollere stadsrivalen. In 1933 slaagde de club erin om toch kampioen te worden en plaatste zich zo voor de nationale eindronde. De club verloor hier met 3-2 van Borislav Kjoestendil. Pas acht jaar later kon de club een tweede keer deelnemen aan de eindronde en werd nu uitgeloot tegen Tsar Kroem Bjala Slatina en verloor ook nu, met 6-1 en 1-0. In de beker van dat jaar bereikte de club wel de kwartfinale, waarin ze verloren van Makedonija Skopje. 
In 1945 fuseerde de club met Sportklub Plovdiv tot SP45, later zou deze club de naam Lokomotiv Plovdiv aannemen. 